# Aziar
Aziar (franska: Aziar (CR), Aziar (Commune Rurale), arabiska: اقصري) är en kommun i Marocko.   Den ligger i prefekturen Agadir-Ida-Ou-Tanane och regionen Souss-Massa, i den centrala delen av landet, 400 km sydväst om huvudstaden Rabat. Antalet invånare är 3 803.